# Essent
Essent NV — нидерландская энергетическая компания. Одна из ключевых компаний на рынке электроэнергии в Нидерландах, а также Бельгии. Основана в 1999 году, штаб-квартира расположена в Хертогенбос.

## Собственники
До 1 октября 2009 года акции компании были поделены между нидерландскими провинциями. В 2009 году акции были выкуплены немецкой компанией RWE.

## Рынок
По состоянию на 2010 год рынок компании по видам энергии был следующим: уголь (15.2 %), природный газ (39.2 %), атомная энергетика (4 %), прочее (2 %), энергия ветра (7 %), солнечная энергия (0.004 %), энергия воды (22.7 %), биоэнергетика (9.8 %).